# イプス市電
イプス市電（イプスしでん、ドイツ語: Straßenbahn Ybbs）は、かつてオーストリアのイプス・アン・デア・ドナウに存在した路面電車。1907年に開通したが、1953年に路線バスに置き換えられ廃止された。

## 概要
イプス・アン・デア・ドナウが「イプス・ケンメルバッハ（Ybbs-Kemmelbach）」と呼ばれていた1907年、町議会は中心部から離れていたオーストリア西部鉄道の駅へ接続する公共交通機関として路面電車を建設する事を決定し、同年11月11日に中央広場（Hauptplatz）と鉄道駅を結ぶ全長2.9 km、全線単線の路線が開通した。軌間についてはボスニア軌間とも呼ばれる760 mmの狭軌が採用された。
以降は鉄道駅と市内中心部を結ぶ交通機関として運用が続いたが、輸送力不足が要因となり路線バスに置き換えられることが決定し、1953年9月22日をもって廃止された。
旅客車両は廃線まで2両（1・2）のみが在籍し、双方ともグラーツ車両工場が製造した全長6,550 mmの小型2軸電車だった。廃止後はミクスニッツ-ザンクト・エアハルト地方鉄道へ譲渡され、1958年から新型電気機関車が導入される1963年まで貨車の入換に使用された。その間に1両（1）は予備部品の供給に用いられた結果1964年に解体された一方、もう1両は博物館に引き取られ、復元を経て静態保存されている。

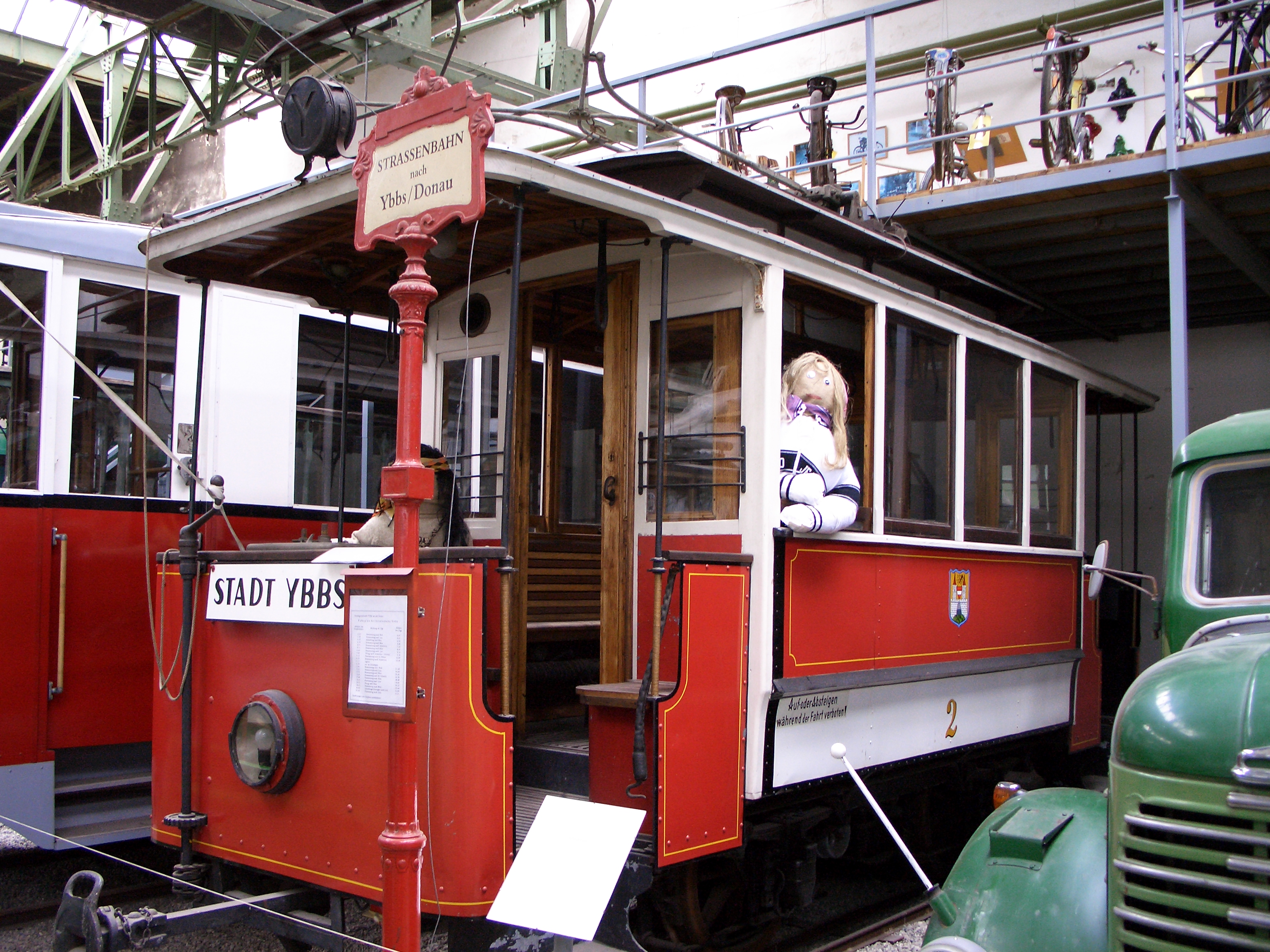
保存されている車両（2007年撮影）